# Neisopsallus
Neisopsallus is een geslacht van wantsen uit de familie van de Miridae (Blindwantsen). Het geslacht werd voor het eerst wetenschappelijk beschreven door Schmitz in 1976.

## Soorten
Het genus bevat de volgende soorten:

- Neisopsallus lutosus (Buchanan-White, 1878)
- Neisopsallus vinaceus (Buchanan-White, 1878)